# Salih al-Mutlak
Salih al-Mutlak (ur. 1 lipca 1947 w Al-Falludży) – iracki polityk, wicepremier.

## Życiorys
Jest sunnitą.  Ukończył studia w zakresie agronomii, posiada w tej dziedzinie doktora. W młodości działał w irackiej partii Baas, lecz w 1977 został z niej usunięty, gdyż domagał się przeprowadzenia uczciwego procesu pięciu szyitów z Karbali oskarżonych o działalność antypaństwową. Po usunięciu z partii zajął się prowadzeniem gospodarstwa rolnego w prowincji Wasit.
Działalność polityczną podjął na nowo po obaleniu rządów Saddama Husajna wskutek amerykańskiej interwencji w Iraku. Głosił poglądy bliskie arabskiemu nacjonalizmowi, atakował Iran i Stany Zjednoczone. Bronił również rządów partii Baas w Iraku, twierdząc, że odniosła ona znaczne sukcesy w dziedzinie edukacji, przemysłu i rolnictwa oraz że Irak pod rządami Baas miał szansę stać się państwem rozwiniętym. Przyznawał przy tym, że partia "popełniała błędy".  Przed wyborami parlamentarnymi w Iraku w grudniu 2005  przystąpił do nowej partii o profilu świeckim, głoszącej arabski nacjonalizm – Irackiego Narodowego Frontu Dialogu, który zajął w wyborach piąte miejsce i zdobył 11 mandatów. Zasiadał w 55-osobowym komitecie opracowującym projekt nowej konstytucji Iraku. Po jego opracowaniu głosował jednak przeciwko przyjęciu, gdyż w ustawie zasadniczej znalazł się zapis delegalizujący partię Baas. Według Toby'ego Dodge'a komitet nie odegrał w rzeczywistości większej roli przy tworzeniu konstytucji, gdyż jej brzmienie narzucili przywódcy najważniejszych partii w Iraku po obaleniu dyktatury – szyickiego Zjednoczonego Sojuszu Irackiego oraz Demokratycznego Patriotycznego Sojuszu Kurdystanu.
Przed wyborami parlamentarnymi w 2010 al-Mutlak wprowadził Iracki Narodowy Front Dialogu do szerszej koalicji partyjnej, która miała zjednoczyć sunnitów. Koalicja przyjęła nazwę Iracki Ruch Narodowy, w skrócie Irakijja. Sam Salah al-Mutlak został wykluczony ze startu w wyborach przez Wysoką Iracką Komisję Wyborczą, na podstawie niejasnych przepisów o debasyfikacji (łącznie ze startu wykluczono ok. 500 kandydatów). Według Dodge'a decyzja ta miała podłoże polityczne i miała na celu utrudnienie działalności partii opozycyjnej względem partii szyickich.
Mimo to w 2010 al-Mutlak został jednym z trzech wicepremierów Iraku, zgodnie z praktyką dzielenia najważniejszych stanowisk państwowych pomiędzy przedstawicieli wszystkich grup religijnych w kraju. W roku następnym premier Nuri al-Maliki, szyita, na krótko umieścił go w areszcie domowym, podobnie jak ministra finansów Rafiego al-Isawiego i wiceprezydent Tarika al-Haszimiego. Al-Haszimi, za przyzwoleniem premiera, uciekł następnie z Iraku, zaś al-Isawi i al-Mutlak pod przymusem wystąpili w telewizji, oskarżając go o zlecenie im przeprowadzenia serii ataków terrorystycznych. Wydarzenie to przekonało iracką elitę polityczną (poza kierowaną przez al-Malikiego koalicją Państwo Prawa), iż al-Maliki dążył do władzy autorytarnej; al-Mutlak publicznie nazwał go dyktatorem. Irakijja była w kolejnym roku najważniejszą siłą irackiej opozycji, jednak al-Mutlak i inni jej przywódcy okazali się niezdolni do realnego przeciwstawienia się al-Malikiemu.
Przed wyborami parlamentarnymi w Iraku w 2014 al-Mutlak stanął na czele nowej sunnickiej koalicji al-Arabijja. Uzyskała ona w wyborach 10 mandatów.